# Geoyeo-dong
Geoyeo-dong (koreanska: 거여동) är en stadsdel i Sydkoreas huvudstad Seoul. Den ligger i stadsdistriktet Songpa-gu i den sydöstra delen av Seoul.

## Indelning
Administrativt är Geoyeo-dong indelat i:
| Namn    | Namn              | Yta km² | Invånare 31 dec 2020 |
| ------- | ----------------- | ------- | -------------------- |
| 거여1동 | Geoyeo 1(il)-dong | 0,50    | 13 077               |
| 거여2동 | Geoyeo 2(i)-dong  | 0,50    | 19 330               |